# Congo ! Le silence des crimes oubliés
Pour plus de détails, voir Fiche technique et Distribution.
Congo ! Le silence des crimes oubliés est un film documentaire congolais du réalisateur et cinéaste Gilbert Balufu Bakupa-Kanyinda, sorti en 2015.
Ce court métrage a réussi le deuxième prix du documentaire africain en 2017 au Festival Panafricain du Cinéma et de la Télévision de Ouagadougou (Fespaco),,.

## Distinctions
- 2015 : Sélectionné aux Escales documentaires de Libreville (Gabon);
- 2017 : Deuxième prix du documentaire africain au Fespaco à Ouagadougou (Burkina Faso).